# Franco Rossi
Franco Rossi (Florencia, Toscana, 28 de abril de 1919-Roma, 5 de junio de 2000) fue un director de cine y guionista italiano.

## Biografía
Después de estudiar derecho, Rossi trabaja para la radio antes de convertirse en ayudante de dirección sobre todo per a Mario Camerini y Renato Castellani. En 1950 realiza su primer film, I Falsari. Rossi es conocido sobre todo por ser uno de los tres directores, junto a Mario Bava y Piero Schivazappa, de L'Odissea, una teleserie de ocho horas que adaptaba el poema épico de Homero. Como continuación del éxito de la serie, Rossi adapta la Eneida de Virgilio en 1971. Durante los años 80, realiza otras series históricas: Quo Vadis?, a partir de la historia de Henryk Sienkiewicz, y Un Bambino di nome Gesù, una serie sobre la infancia de Jesús que fue bien acogida.

## Filmografía

### como  director
- 1950: I Falsari
- 1952: Solo per te Lucia
- 1954: Il Seduttore
- 1955: Amici per la pelle
- 1958: Calypso
- 1958: Amore a prima vista
- 1959: Morte di un amico
- 1961: Odissea nuda
- 1962: Smog
- 1964: Tres noches de amor (Tre notti d'amore)
- 1964: Controsesso
- 1964: Alta infidelidad (Alta infedeltà)
- 1965: Les quatre nines (Le bambole)
- 1965: Los complejos (I Complessi)
- 1966: No hago la guerra... prefiero el amor (Non faccio la guerra, faccio l'amore)
- 1966: Las brujas (Le Streghe)
- 1967: Una rosa para todos (Una Rosa per tutti)
- 1968: L'Odissea (TV)
- 1968: Capriccio all'italiana
- 1969: Giovinezza, giovinezza
- 1971: Eneida (TV)
- 1974: Il Giovane Garibaldi" (TV)
- 1974: Dos misioneros (Porgi l'altra guancia)
- 1976: Come una rosa al naso
- 1977: La otra mitad del cielo (L'Altra metà del cielo)
- 1982: Storia d'amore e d'amicizia (TV)
- 1985: Quo Vadis? (TV)
- 1987: Scialo, Lo (TV)
- 1987: Un niño llamado Jesús (Un Bambino di nome Gesù) (TV)
- 1993: Il giovane Pertini) (TV)
- 1994: Michele va alla guerra (TV)

## Premios y distinciones
Festival Internacional de Cine de Venecia
| Año  | Categoría   | Película            | Resultado |
| ---- | ----------- | ------------------- | --------- |
| 1955 | Premio OCIC | Inolvidable amistad | Ganador   |